# David Julius
David Jay Julius, född 4 november 1955 i Brooklyn i New York, är en amerikansk fysiolog. Han är professor vid University of California, San Francisco (UCHF) och tillsammans med Ardem Patapoutian mottagare av Nobelpriset i fysiologi eller medicin 2021. De tilldelades priset för sina upptäckter av receptorer för temperatur och beröring.
Julius föddes i Brighton Beach i Brooklyn i New York och tog grundexamen 1977 vid Massachusetts Institute of Technology. År 1984 avlade han doktorsexamen vid University of California, Berkeley under handledning av Jeremy Thorner och Randy Schekman.
År 2010 vann han Shawpriset för sitt arbete att identifiera jonkanaler som är involverade i olika aspekter av nociception. År 2014 hedrades han av Johnson & Johnson med Dr. Paul Janssen Award for Biomedical Research för upptäckten av den molekylära grunden till smärta och thermoception.